# Fort Cobb (Oklahoma)
Fort Cobb es un pueblo ubicado en el condado de Caddo en el estado estadounidense de Oklahoma. En el año 2010 tenía una población de 634 habitantes y una densidad poblacional de 487,69 personas por km².

## Geografía
Fort Cobb se encuentra ubicado en las coordenadas 35°5′58″N 98°26′19″O / 35.09944, -98.43861 (35.099581, -98.438498).

## Demografía
Según la Oficina del Censo en 2000 los ingresos medios por hogar en la localidad eran de $25,625 y los ingresos medios por familia eran $34,000. Los hombres tenían unos ingresos medios de $26,786 frente a los $18,854 para las mujeres. La renta per cápita para la localidad era de $15,085. Alrededor del 17.6% de la población estaban por debajo del umbral de pobreza.